# 川村綾
川村 綾（かわむら あや、1978年8月30日 - ）は、日本のフリーアナウンサー、政治家。稲城市議会議員（2期）。株式会社TAP所属。

## 来歴
東京都稲城市出身。カリタス女子中学校・高等学校、日本体育大学女子短期大学入学。日本体育大学体育学部社会体育学科に3年次編入。中学・高校教諭（体育・保健)免許のほか、社会教育主事、公認スポーツ指導員、健康運動実践指導者などの資格を取得。硬式テニス部ではキャプテンを務める。4年次の夏まで、インカレ出場を目指して部活動をしていた事もあり、就職活動は卒業間近の遅くに始めたが、新聞の求人広告に掲載されていた静岡朝日テレビのアナウンサー職を受験し、内定を貰う。同大卒業後、2001年4月、静岡朝日テレビに入社。同期のアナウンサーは古川興二。主に、報道とバラエティ番組を担当していた。
2010年1月、静岡朝日テレビを退職。オフィス北野（2020年に社名変更し、現：株式会社TAP）に所属、フリーアナウンサーとして活動を始め、自称：+（プラス）プランナーとして、人材コンサルの活動も行っている。
2019年1月、第19回統一地方選挙の4月21日執行対象である、出身地である稲城市議会議員選挙にに無所属で立候補するため、政治活動を開始。無所属であるが、現役自由民主党議員、当時：オフィス北野の社長であるつまみ枝豆や先輩であるダンカンが選挙の応援に入り、結果1518票の得票（7位）で当選した。2023年4月に1592票（6位）で再選。
離婚を経て一女のシングルマザーであることを、議員公式サイトやFacebookページにて公表している。

## 出演番組

### 過去

#### 静岡朝日テレビ時代
- Chao!TV
- 朝だ!生です旅サラダ（静岡県内からの中継）
- とびっきり!しずおか（不定期でリポーター）

#### フリー以後

##### テレビ
- スーパーJチャンネル（テレビ朝日）特集VTRリポーター
- ホントに知りたいアノ質問 バカなフリして聞いてみた」（日本テレビ） - 2011年7月5日

##### ラジオ
- Weekly 虎ノ門ニュース（CROSS FM） - 2016年4月15日 - 2019年7月28日